# Peter Siebold (Testpilot)
Peter Siebold (* 1971) ist ein US-amerikanischer Testpilot und Mitglied der Pilotenteams von SpaceShipOne und SpaceShipTwo.
Das experimentelle Raketenflugzeug SpaceShipOne wurde von der Firma Scaled Composites entwickelt. Am 8. April 2004 steuerte er den zweiten Testflug mit der Bezeichnung 13P, der eine Geschwindigkeit von Mach 1,6 und eine Höhe von 32 Kilometern erreichte.
Siebold hat als Luftfahrtingenieur einen akademischen Grad der California Polytechnic University inne. Seit 1996 ist er Designingenieur bei Scaled Composites, im TierOne-Projekt war er für den Simulator, das Navigationsprojekt und für die Systeme der Bodenkontrolle verantwortlich.
Als einer von vier qualifizierten Piloten für SpaceShipOne war er Kandidat für den zweiten Preisflug zum Gewinn des Ansari X-Prize. Scaled Composites hat diesen allerdings mit Brian Binnie am 4. Oktober 2004 erfolgreich durchgeführt und so das Preisgeld in Höhe von 10 Millionen US-Dollar gewonnen.
Für die Erprobung der SpaceShipOne wurde er mit seinen Kollegen Mike Melvill und Brian Binnie 2004 mit dem Iven C. Kincheloe Award für herausragende Leistungen bei der Flugerprobung ausgezeichnet. 2009 erhielt er erneut den Iven C. Kincheloe Award für die Erprobung der White Knight Two.
Am 31. Oktober 2014 überlebte Siebold den Absturz der VSS Enterprise, einem Raumflugzeug der SpaceShipTwo-Klasse. Während sich Siebold glücklich in über 15 Kilometern Höhe mit einem Fallschirm retten konnte und dabei nicht lebensgefährlich verletzt wurde, starb sein Kopilot Michael Alsbury. Siebold erholte sich von seinen Verletzungen. Ende 2021 erhielt er von der Federal Aviation Administration ehrenhalber die Commercial Space Astronaut Wings.